# Wiguleus Fröschl von Marzoll
Wiguleus Fröschl von Marzoll (* 4. April 1445 in Marzoll; † 6. November 1517 in Passau) war Fürstbischof von Passau.

## Leben

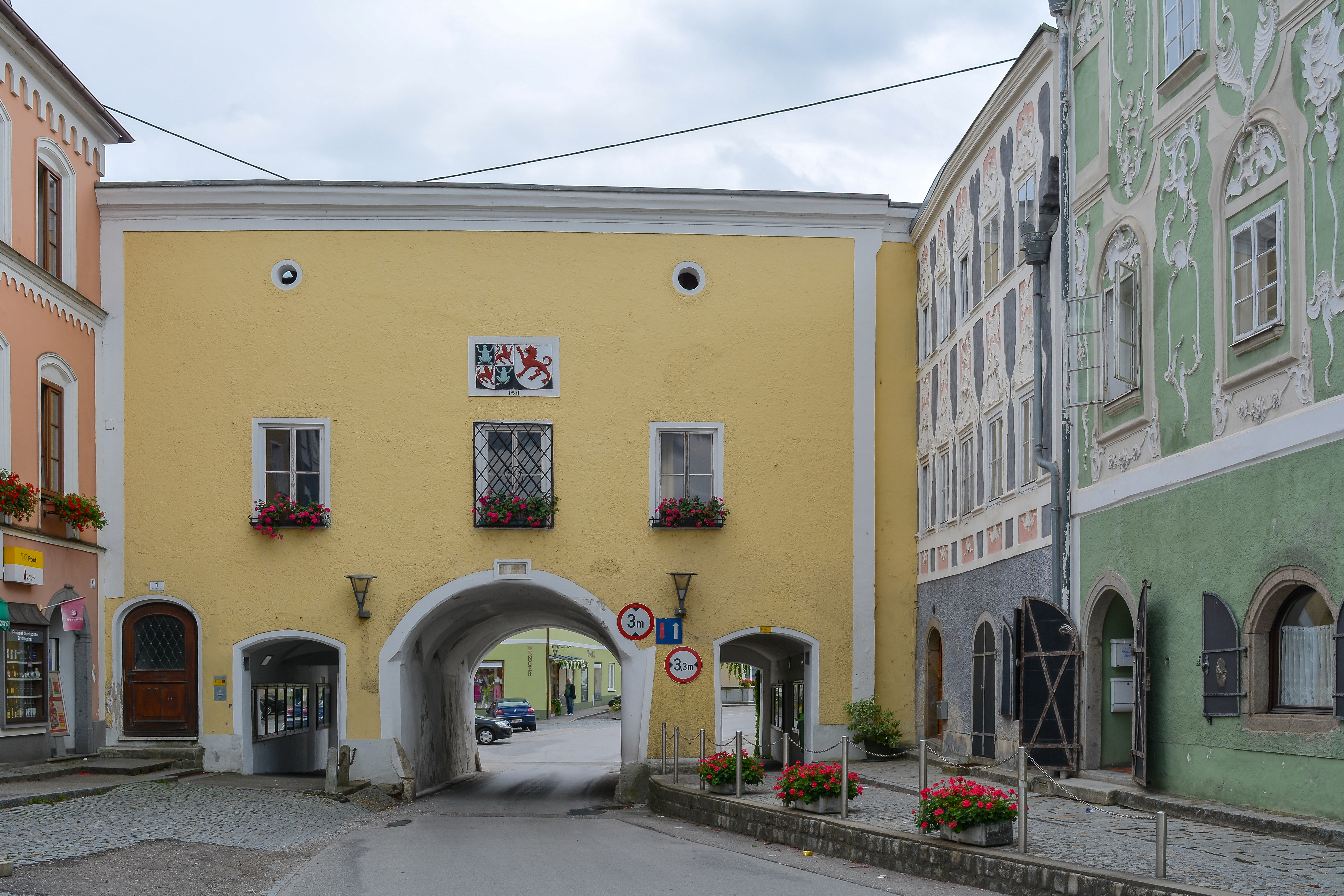
Wappen des Bischofs Fröschl am Rathaustor von Obernberg am Inn

Fröschl stammte aus der reichen Patrizierschicht der bayerischen Salinenstadt Reichenhall, sein Vater war der Salzsiedeherr Ludwig Fröschl († vor 1481). Nach dem Studium der Rechte an der Universität Wien ging Wiguleus nach Rom an den päpstlichen Hof, wo er 1467 die Priesterweihe empfing. Ab 1478 war er als Domherr in Passau tätig. Als Vermittler im sogenannten „Dritten Passauer Bischofsstreit“ reiste er noch einige Male nach Rom. Ab 1480 hatte Fröschl für fünf Jahre das Amt des Generalvikars für Niederösterreich inne und hielt sich deshalb in Wien auf. Von 1486 bis 1490 war er Generalvikar für Oberösterreich; Ober- und Niederösterreich gehörten kirchlich ursprünglich zum Bistum Passau. Die Stelle als Domdekan in Passau übernahm Fröschl von Christoph von Schachner, als dieser 1490 Fürstbischof wurde. Nach dessen Tod wurde er am 14. Januar 1500 zum 56. Bischof von Passau gewählt. Papst Alexander VI. bestätigte die Wahl am 29. April 1500 und spendete Fröschl von Marzoll am 14. Mai 1500 persönlich die Bischofsweihe in Rom.
Die wirtschaftlich florierende Stadt Passau erlitt mit dem verheerenden Hochwasser von 1501 einen schweren Rückschlag. Als Reaktion auf die Katastrophe begann der Bischof mit einem Reformwerk, das unter anderem die Senkung der Steuerbelastung für seine Untertanen vorsah. Im Jahre 1503 berief er eine Diözesansynode „zur Verbesserung der tiefgesunkenen Kirchenzucht“ ein, die eine Erneuerung des Klerus zum Ziel hatte. Mit seinem Versuch, die Kirche von innen her zu reformieren, zeigte er sich gegenüber den Problemen der katholischen Kirche am Vorabend der Reformation durchaus aufgeschlossen.
Am 6. November 1517 starb Wiguleus Fröschl, seine letzte Ruhestätte fand er im Dom zu Passau.